# Mantaro (transporte)
El Mantaro fue un antiguo buque de la Compañía Peruana de Vapores que sirvió como buque mercante y como nave de apoyo auxiliar durante una guerra.

## Historia
Fue un buque a vapor mercante construido para la Compañía Peruana de Vapores y Dique del Callao (CPVD) en el astillero francés de Societé Anonyme des Chantiers & Ateliers de Saint Nazaire entre 1908 y 1910. Llegó al Callao el 8 de marzo de 1911 y fue bautizado como Mantaro, el buque tuvo dos gemelos, los cuales fueron el Urubamba y el Pachitea.
Estaba provisto de reductos de acero en ambas bandas, con capacidad de recibir cañones de 102 mm y poder transportar 2.500 elementos de tropa, funcionando así también como un buque de guerra auxiliar para la Armada peruana.
Como buque de guerra auxiliar apoyó al ejército peruano durante la guerra con Ecuador en 1941 transportando tropas y municiones a los lugares de enfrentamiento.
Fue dado de baja en 1955 y fue desguazado ese mismo año.